# Jakob Saka
Jakob (Ya´qub) Saka (syrisch ܩܫܝܫܐ ܝܥܩܘܒ ܣܐܟܐ; arabisch يعقوب ساكا, DMG Yaʿqūb Sākā; * 1864/05 in Bartella, Irak; † 1931/04) war Pfarrer der syrisch-orthodoxen Kirche von Antiochien, Lehrer des späteren Patriarchen Ignatius Jakob III und ein bekannter Dichter.

## Leben
Jakob Saka wurde als Sohn Petrus Sakas und Enkel des Diakons Saka Ishok geboren. Nachdem Saka erstmals keinen festen Aramäischlehrer hatte, was für den jungen Messdiener jedoch äußerst von Belang gewesen wäre, da die Liturgiesprache der syrisch-orthodoxen Kirche Aramäisch ist, lernte er nach langer Zeit einen gewissen chaldäischen Chorepiskopos namens Petrus kennen, welcher ihn Aramäisch lehrte was der Grundbaustein für seine zukünftige Laufbahn wurde. Nach seiner Lehrzeit bei jenem Chorepiskopos, wirkte er, als er sein 27. Lebensjahr erreichte, erst in der Kirchenschule Bartellas und später im Mor-Mattai-Kloster auf dem Berg Jabal Alfaf im Irak als Aramäisch- und Theologielehrer. Unter seinen Schülern in der Kirchenschule Bartellas war auch der spätere Patriarch Moran Mor Ignatius Jakob III. Jakob Saka empfing 1906 die Weihe zum Diakon. Danach, im Jahre 1929, wurde er schließlich zum Priester geweiht, starb jedoch bereits zwei Jahre später im Alter von 67 Jahren. Zu seinen Lebzeiten schrieb Jakob Saka viele Gedichte. Diese Gedichte und die Tatsache, dass er der Lehrer des Patriarchen Ignatius Jakob III. war, sind vor allem der Grund für seine Popularität. Jakob Sakas Gedichte wurden größtenteils von einem Mönch namens Ishok Saka (späterer Bischof Mor Severius Ishok Saka) gesammelt und in zwei Ausgaben veröffentlicht (siehe: Literatur).

## Kondolenzgedichte

### Ignatius Jakob III.
Der spätere Patriarch der syrisch-orthodoxen Kirche Ignatius Jakob III. schrieb nach dem Tod Jakob Sakas ein langes Kondolenzschreiben in aramäischer Sprache in Form eines Gedichts, in dem er sein Beileid ausdrückte, seine Trauer zum Ausdruck brachte und sich vielmals für seinen Dienst bedankte. In diesem Kondolenzgedicht wird deutlich, was für eine enge Beziehung Ignatius Jakob III. zu seinem ehemaligen Lehrer hatte, ohne den er sein Amt als Patriarchen niemals hätte ausüben können. Ignatius Jakob III. spricht in jenem Gedicht von ihm als einen reinen und rechtschaffenen Mann, der vielen Menschen die Augen zur Wahrheit geöffnet habe. So heißt es an einer Stelle übersetzt:
„Warum bist du nicht geblieben und hast erhellt das Volk mit deinen reinen (Sonnen-) Strahlen? In deinem hellen Licht wurden wir eins mit dem Weg des Lebens und hier sind wir nun ohne dich verblieben: verdunkelt, ängstlich und betrübt. Durch dein Ableben, weiser Vater, sind wir traurig, unsere Sinne bedrängt und unsere Gaumen bitteren Geschmacks. Der heilige Altar, auf dem du dientest, mein Herr, weint deinetwegen, denn vermissen tut er deine Gesänge.“
Insgesamt zählt das Gedicht 120 Verse, die immer jeweils zwölfsilbig sind. Das Gedicht ist im Trochäus geschrieben.

### Ignatius Aphram I. Barsoum
Der spätere Patriarch Ignatius Aphram I. Barsoum verfasste zu Sakas Tod ebenso ein Kondolenzgedicht. Es zählt drei Strophen mit jeweils vier zwölfsilbigen Zeilen. Das Gedicht ist ebenso im Trochäus geschrieben. Erstmals wurde das Gedicht 1931 in der „Erkenntniszeitung“ (ܡܓܠܬܐ ܕܚܟܡܬܐ) in Jerusalem veröffentlicht.